# Đóng tàu

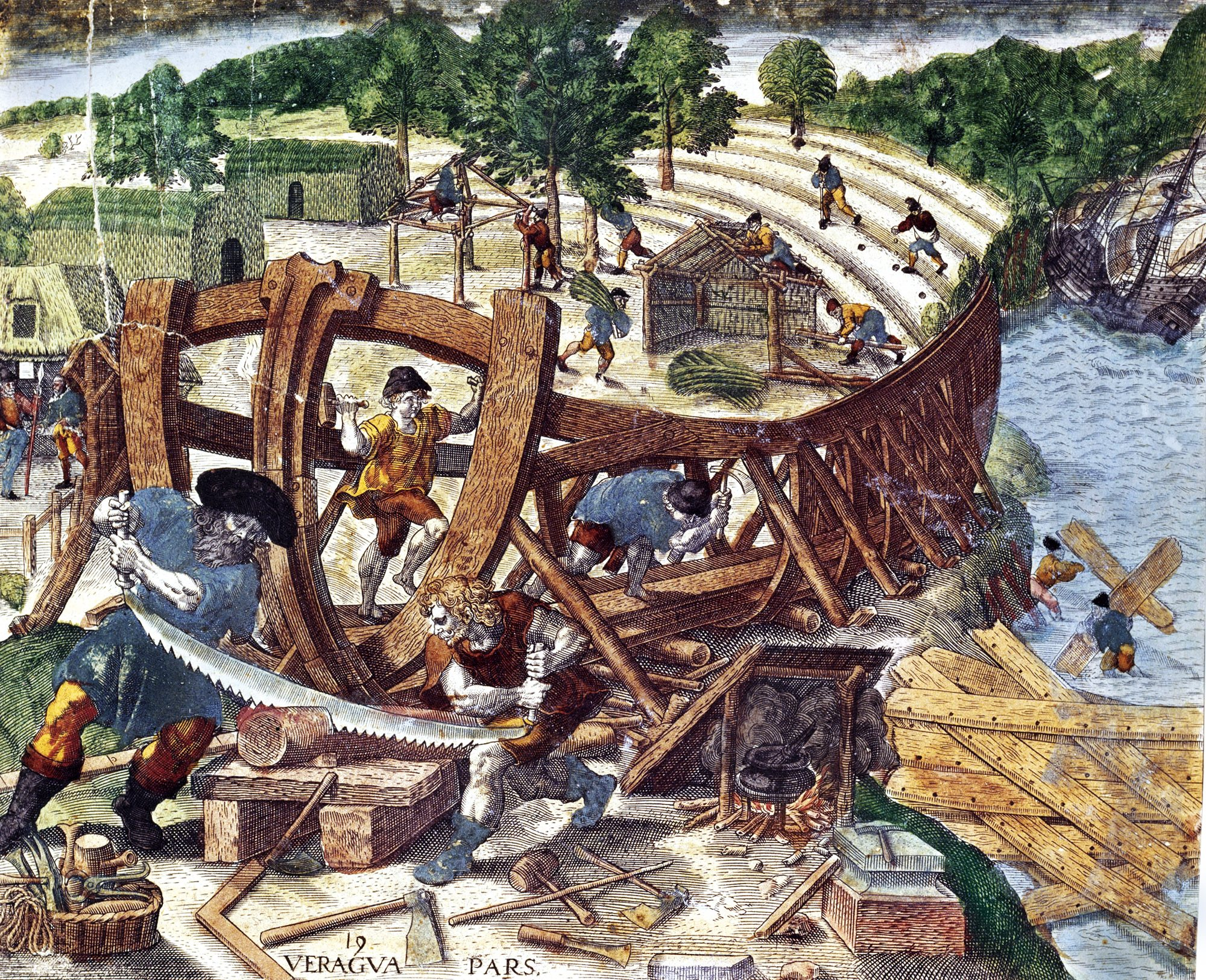
Thợ đóng tàu của một cuộc thám hiểm xây dựng một brigantine, 1541

Đóng tàu là việc xây dựng các tàu thủy và các tàu nổi khác. Nó thường diễn ra trong một cơ sở chuyên biệt được gọi là xưởng đóng tàu. Những người đóng tàu đi theo một nghề chuyên môn cao có nguồn gốc từ rất lâu trước khi lịch sử được ghi lại bằng văn bản.
Đóng tàu và sửa chữa tàu, cả thương mại và quân sự, được gọi là "kỹ thuật hải quân". Việc xây dựng thuyền là một hoạt động tương tự được gọi là đóng thuyền.
Việc ngược lại với đóng tàu gọi là tháo dỡ tàu.

## Lịch sử

### Tiền sử
Bằng chứng khảo cổ học chỉ ra rằng con người đã đến Borneo ít nhất 120.000 năm trước, có lẽ bằng đường biển từ lục địa châu Á trong thời kỳ băng hà khi biển thấp hơn và khoảng cách giữa các đảo ngắn hơn (Xem Lịch sử Papua New Guinea). Tổ tiên của thổ dân Úc và người Guinea mới cũng đã đi qua eo biển Lombok đến Sahul bằng thuyền hơn 50.000 năm trước 

### Thiên niên kỷ thứ 4 TCN
Bằng chứng từ Ai Cập cổ đại cho thấy người Ai Cập sơ khai đã biết cách lắp ráp các tấm ván gỗ vào thân tàu sớm nhất là vào năm 3100 TCN. Đồ gốm Ai Cập có niên đại 4000 năm TCN đã mô tả các thiết kế của những chiếc thuyền đầu tiên hoặc các phương tiện khác để điều hướng. Viện Khảo cổ Hoa Kỳ báo cáo rằng một số tàu cổ nhất chưa được khai quật được gọi là thuyền Abydos. Đây là một nhóm gồm 14 tàu được phát hiện ở Abydos được xây dựng bằng ván gỗ được "khâu" lại với nhau. Được phát hiện bởi nhà Ai Cập học David O'Connor của Đại học New York, dây đai dệt được tìm thấy đã được sử dụng để nối các tấm ván lại với nhau, và lau sậy hoặc cỏ được nhồi vào giữa các tấm ván giúp bịt kín các khe nối. Bởi vì tất cả các con tàu đều được chôn cùng nhau và gần một nhà xác thuộc về Pharaoh Khasekhemwy, ban đầu tất cả chúng đều được cho là thuộc về pharaoh trên, nhưng một trong số 14 chiếc tàu có niên đại lên tới 3000 TCN, và các bình gốm liên quan được chôn cùng với các tàu cũng gợi ý là việc đóng tàu đã được thực hiện trước đó. Con tàu có niên đại 3000 TCN dài khoảng 75 ft (23m) và hiện được cho là có lẽ thuộc về một pharaoh trước đó. Theo giáo sư O'Connor, con tàu 5.000 năm tuổi trên thậm chí có thể thuộc về Pharaoh Aha.

### Thiên niên kỷ thứ 3 TCN
Người Ai Cập thời kỳ đầu cũng biết cách lắp ráp các tấm ván gỗ với đinh gỗ để gắn chặt chúng lại với nhau, sử dụng cao độ để hàn các đường nối. "Con tàu Khufu", một con tàu dài 43,6 mét bịt kín vào trong một cái hố trong khu phức hợp kim tự tháp Giza dưới chân Kim tự tháp Giza trong triều đại thứ tư vào khoảng 2500 TCN, là một ví dụ đầy đủ còn sót lại mà có thể có chức năng của một thần mặt trời. Người Ai Cập thời kỳ đầu cũng biết làm thế nào để buộc chặt các tấm ván của con tàu này cùng với các khớp mộng.
Bến tàu thủy triều lâu đời nhất được biết đến trên thế giới được xây dựng vào khoảng 2500 TCN trong nền văn minh Harappan tại Lothal gần bến cảng Mangrol ngày nay trên bờ biển Gujarat ở Ấn Độ. Các cảng khác có lẽ là tại Balakot và Dwarka. Tuy nhiên, có thể có nhiều cảng quy mô nhỏ chứ không phải cảng lớn đã được sử dụng cho thương mại hàng hải Harappan. Tàu từ bến cảng tại các thành phố cảng cổ này đã thiết lập giao thương với Mesopotamia. 
 Đóng tàu và đóng thuyền có thể là những ngành thịnh vượng ở Ấn Độ cổ đại. Những người lao động bản địa có thể đã sản xuất đội tàu thuyền được Alexander Đại đế sử dụng để thám hiểm Hydaspes và thậm chí cả Indus, dưới thời Nearchos. 
 Người Ấn Độ cũng xuất khẩu gỗ tếch để đóng tàu sang Ba Tư cổ đại. Các tài liệu tham khảo khác về gỗ Ấn Độ được sử dụng để đóng tàu được ghi nhận trong các tác phẩm của Ibn Jubayr.

### Thiên niên kỷ thứ 2 TCN
Các tàu của triều đại thứ mười tám của Ai Cập cổ đại thường dài khoảng 25 mét và có một cột duy nhất, đôi khi bao gồm hai cực được nối với nhau ở đỉnh tạo thành hình chữ "A". Họ gắn một cánh buồm vuông duy nhất trên sàn tàu, với một cái xà dọc dọc theo đáy của cánh buồm. Những con tàu này cũng có thể được đẩy bằng chèo. Các tàu đi biển của Ai Cập cổ đại được chế tạo bằng gỗ tuyết tùng, rất có thể được lấy từ Liban.
Các tàu của Phoenicia dường như có thiết kế tương tự.

### Thiên niên kỷ thứ 1 TCN
Lịch sử hải quân của Trung Quốc bắt nguồn từ thời Xuân Thu (722 TCN - 481 TCN) của nhà Chu cổ đại Trung Quốc. Người Trung Quốc đã xây dựng những xà lan hình chữ nhật lớn được gọi là "tàu lâu đài", về cơ bản là những pháo đài nổi hoàn chỉnh với nhiều sàn với thành lũy được bảo vệ. Thời đó đã có kiến thức đáng kể về đóng tàu và đi biển ở vùng Địa Trung Hải cổ đại. Người Malay đã độc lập phát minh ra những cánh buồm rác, được làm từ thảm dệt được gia cố bằng tre, ít nhất vài trăm năm TCN.

### Đầu thiên niên kỷ thứ 1
Người Trung Quốc cổ đại cũng xây dựng các tàu như kiểu Greco-Roman truyền thống với thuyền có ba lớp chèo, mặc dù tàu dùng chèo để lái ở Trung Quốc bị thất sủng rất sớm kể từ khi cách định hướng dùng bánh lái đã được phát minh trong thế kỷ 1 tại Trung Quốc. Điều này đã được đáp ứng với sự ra đời của thiết kế tàu rác thời nhà Hán trong cùng thế kỷ. Vào thời của triều đại này, người Trung Quốc đã áp dụng kỹ thuật thuyền buồm Malay cho các tàu lớn của họ.

Jong như được mô tả trong cuốn sách châu Âu thế kỷ 16.

Người Malay và Java bắt đầu đóng tàu gọi là jong đi biển khoảng thế kỷ 1 sau Công nguyên. Những chiếc tàu này đã sử dụng hai loại buồm của phát minh của họ, buồm rác và tanja. Các tàu lớn dài khoảng 50-60 mét (164-197 ft), có ván tự do cao 4-7 mét, mỗi chiếc mang theo đủ lương thực trong một năm và có thể chở 200-1000 người. Loại tàu này được du khách Trung Quốc ưa chuộng, bởi vì họ đã không chế tạo những con tàu đi biển cho đến khoảng thế kỷ 8-9 sau Công nguyên.
Các cuộc điều tra khảo cổ được thực hiện tại Portus gần Rome đã tiết lộ những dòng chữ cho thấy sự tồn tại của một 'bang hội của những người đóng tàu' trong thời đại Hadrian.